# Christian Peters (Kirchenhistoriker)
Christian Peters (* 19. September 1961 in Iserlohn) ist ein deutscher evangelischer Kirchenhistoriker.

## Leben
Nach der Promotion zum Dr. theol. 1991 in Münster und der Habilitation an der Universität Münster 1996 wurde er dort 2002 außerplanmäßiger Professor für Kirchengeschichte. Er ist Leiter des Instituts für Westfälische Kirchengeschichte und Leiter der Arbeitsstelle Münster zur Erforschung des Pietismus.
Sein Forschungsschwerpunkt ist neuere Kirchengeschichte (v. a. Reformation, Pietismus, Erweckung, Territorialkirchengeschichte).

## Schriften (Auswahl)
- Johann Eberlin von Günzburg ca. 1465–1533. Franziskanischer Reformer, Humanist und konservativer Reformator. Gütersloher Verlagshaus, Gütersloh 1994, ISBN 3-579-01686-5.
- Apologia confessionis Augustanae. Untersuchungen zur Textgeschichte einer lutherischen Bekenntnisschrift (1530–1584), Universitäre Habilitationsschrift, Stuttgart 1997, ISBN 3-7668-3467-3.
- Vom Humanismus zum Täuferreich. Der Weg des Bernhard Rothmann. Vandenhoeck & Ruprecht, Göttingen 2017, ISBN 978-3-525-55253-7.